# استعداد وراثي
الاستعداد الورائي هو سمة من سمات علم الوراثة تؤثّر على إمكانية تطوير نمط ظاهري للكائن الحي ضمن نوع معين أو مجموعة حية معينة تحت تأثير ظروف البيئة الطبيعية. في الطب، يشير الاستعداد الوراثي لاكتساب مرض إلى مدى استعداد الشخص وراثياً للمشاكل الصحية والتي قد يكون سببها عوامل بيئية معينة أونمط الحياة، كالتدخين واتباع حمية غذائية. يمكن أن تحدد الاختبارات الوراثية الأفراد الذين لديهم استعداد وراثي لبعض الأمراض.

## السلوك
الميل، هو القدرة على تعلّم الأشياء كاللغات ومفهوم الذات، وهذ قدرة تولد مع الإنسان. قد تمنع بعض المؤثرات البيئية السلبية هذه القدرة وتحدّها. تشير علم سلوك الحيوان أن بعض الحيوانات لديها ميول وراثية. يدرس هذا العلم الميل الوراثي نحو سلوكيات بشرية محددة بمحاولة تحديد أنماط السلوك البشري التي تبدو ثابتة على مدى فترات زمنية طويلة والثقافات المختلفة.
على سبيل المثال، اقترح الفيلسوف دانيال دينيت أن البشر لديهم استعداد وراثي لنظرية العقل، بسبب وجود اختيار تطوّري لقدرة الإنسان على التكيف مع المواقف المتعمّدة.  فالموقف المتعمد هو إستراتيجية سلوكية مفيدة يفترض من خلاله الإنسان أن الآخرين يملكون عقولاً كعقله. يتيح هذا الافتراض التنبؤ لسلوكيات الآخرين بناءً على معرفتهم الشخصية للأمور التي تقوم بها.

## التمييز الجيني في التأمين الصحي
في "قانون عدم تمييز المعلومات الجينية"، والذي وقّعه الرئيس جورج بوش كقانون في 21 أيار (مايو) 2008 ، يحظر التمييز في العمل والتأمين الصحي على أساس المعلومات الجينية للأشخاص.